# Basilio Sancho
Basilio Sancho Agudo (Madrid, 2 januari 1984) is een Spaans voetbaldoelman. Anno 2015 speelt hij bij Trival Valderas.

## Erelijst
Atlético de Kolkata
- Landskampioen

2014